# BA-64
BA-64 (tiếng Nga: БА-64, viết tắt của Bronirovaniy Avtomobil, nghĩa đen là "ô tô bọc thép") là một xe trinh sát do thám bọc thép bốn bánh của Liên Xô. Xe này được xây dựng trên khung gầm của xe jeep GAZ-64 hoặc GAZ-67 và thân xe được bắt chước phần nào từ Sd.Kfz. 221 của Đức. BA-64 được phát triển từ tháng 7 đến tháng 11 năm 1941 để thay thế BA-20 và được đưa vào trang bị cho các đơn vị xe bọc thép của Hồng quân. Nhờ chi phí chế tạo thấp và đặc biệt đáng tin cậy, loại xe này đã trở thành phương tiện chiến đấu bọc thép bánh lốp phổ biến nhất của Liên Xô được đưa vào sử dụng trong Chiến tranh thế giới thứ hai, với hơn 9.000 chiếc được sản xuất trước khi kết thúc sản xuất.
BA-64 đại diện cho một bước ngoặt quan trọng trong công nghệ ô tô bọc thép của Liên Xô, vì thân xe được thiết kế có nhiều cạnh giúp tổ lái của nó được bảo vệ tốt hơn khỏi hỏa lực vũ khí nhỏ và các mảnh đạn pháo so với BA-20. Những chiếc BA-64 cũng sở hữu tỷ lệ công suất trên trọng lượng cao hơn nhiều và việc bố trí các bánh xe của chúng ở các góc cực của khung gầm dẫn đến khả năng cơ động đặc biệt.
Những chiếc BA-64 đầu tiên được sản xuất đã được triển khai cho Phương diện quân Don vào năm 1942. Tuy nhiên, số lượng lớn hơn đã được vận hành bởi các đơn vị Liên Xô thuộc Phương diện quân Voronezh và Phương diện quân Bryansk từ giữa đến cuối năm 1943. Những chiếc BA-64 cũng tham gia vào giai đoạn cuối của Trận Stalingrad. Trong các cuộc hành quân đường dài, các tổ lái Liên Xô đã trang bị thêm cho xe những bánh lốp tiêu chuẩn để tiết kiệm nhiên liệu. Những chiếc BA-64B đã được triển khai trong các cuộc tấn công của Liên Xô ở Áo, Đức, Hungary và Romania. Có 81 chiếc BA-64B cũng được Liên Xô tặng cho Quân đội Nhân dân Ba Lan và 10 chiếc cho Quân đoàn Tiệp Khắc 1. Những chiếc BA-64B của Tiệp Khắc đã được sử dụng trong Chiến dịch Praha năm 1945.
Sau khi thông qua BTR-40, chính phủ Liên Xô đã cho ngừng hoạt động lực lượng BA-64 còn lại và xuất khẩu chúng dưới dạng viện trợ quân sự cho các quốc gia khác nhau. Trong khoảng thời gian từ đầu đến giữa những năm 1950, những chiếc BA-64 của Liên Xô cũ đã được vận chuyển đến một số quốc gia đối tác của Liên Xô ở Đông Âu và Châu Á, bao gồm Bulgaria, Đông Đức, Romania, Albania, Triều Tiên và Cộng hòa Nhân dân Trung Hoa. Trong biên chế Đông Đức, chúng được dùng làm cơ sở cho Garant 30k SK-1 sau này. Một lượng nhỏ sau đó cũng được cung cấp cho Nam Tư. Cộng hòa Dân chủ Nhân dân Triều Tiên đã sử dụng các xe BA-64 trong Chiến tranh Triều Tiên., nơi nó được lính Mỹ đặt biệt danh "Bobby".
Quốc gia cuối cùng được biết là đã nhận được những chiếc BA-64 cho các lực lượng vũ trang của mình là Việt Nam Dân chủ Cộng hòa, mặc dù không biết liệu những chiếc này có thực chiến trong Chiến tranh Việt Nam hay không.
Đến những năm 1970, những chiếc BA-64 đã được tất cả quân đội Khối Hiệp ước Warsaw cho nghỉ hưu. Tuy nhiên, một số vẫn phục vụ trong quân đội quốc gia của Triều Tiên và Albania. Năm 2013, Quân đội Nhân dân Triều Tiên tiếp tục giữ một số lượng không rõ BA-64 trong lực lượng dự bị.